# بخش لاکسو
بخش لاکسو (به سوئدی: Laxå kommun) یک ناحیه شهری در سوئد است که در شهرستان اوربرو واقع شده‌است.

## خواهرخوانده
شهر گرفسمولن خواهرخواندهٔ بخش لاکسو هست.